# Margret Middell
Margaret Middell, née le 8 mai 1940 à Marienwerder (Allemagne), est une artiste visuelle et graphiste allemande.

## Biographie
Margret Middell nait dans la ville de Prusse-Occidentale de Marienwerder (actuellement Kwidzyn en Pologne). De 1958 à 1959, elle effectue un apprentissage de menuisier. De 1959 à 1965, elle étudie à la Kunsthochschule Berlin-Weißensee avec Heinrich Drake, Waldemar Grzimek et Ludwig Engelhardt. Puis elle a vit comme artiste indépendante à Berlin.
L'artiste vit et travaille à Barth-Glöwitz (Mecklembourg-Poméranie-Occidentale) depuis 1976. En 2005, à l'occasion de son 65e anniversaire, la Kunsthalle Rostock organise une exposition complète de ses œuvres.
Pour la conception artistique du Marx-Engels-Forum à Berlin, elle a reçu le prix national de la RDA en 1986.

## Œuvres
- 1965 : Athlètes, Prenzlauer Allee devant le Grand planétarium Zeiss de Berlin
- 1966 : Portrait Dr. Georges Benjamin, bronze
- 1967 : Nu masculin, Eichenallee, au zoo de Rostock
- 1968 : Athlètes, Fritz-Lesch-Strasse à Berlin-Alt-Hohenschönhausen
- 1969 : Grande femme assise, Schwanenteich près de la Kunsthalle Rostock, à Rostock
- 1972 : Grande Femme assise, Lindenallee à Schwedt/Oder
- 1974 : Beauté de l'homme dans la nature[2],[3], Friendship Island sur le Langen Brücke à Potsdam
- 1985/1986 : Die Würde und Schönheit freier Menschen (La dignité et la beauté des personnes libres) - deux reliefs en bronze pour le Marx-Engels-Forum à Berlin
- 1994 : Groupe Femmes en conversation, bronze, sur le terrain du monastère de Ribnitz[4]
- 2003 : Piano à queue, près de Nicolaikirche à Rostock
- 2003 : Le Silence, près de la Nicolaikirche à Rostock
- Torse allongé, bronze, installé depuis 2017 dans le jardin derrière le Ahrenshoop Art Museum[5]

## Récompenses et distinctions
- 1967 : Prix d'art du DTSB
- 1969 : Prix Will Lammert
- 1986 : Prix national de la RDA

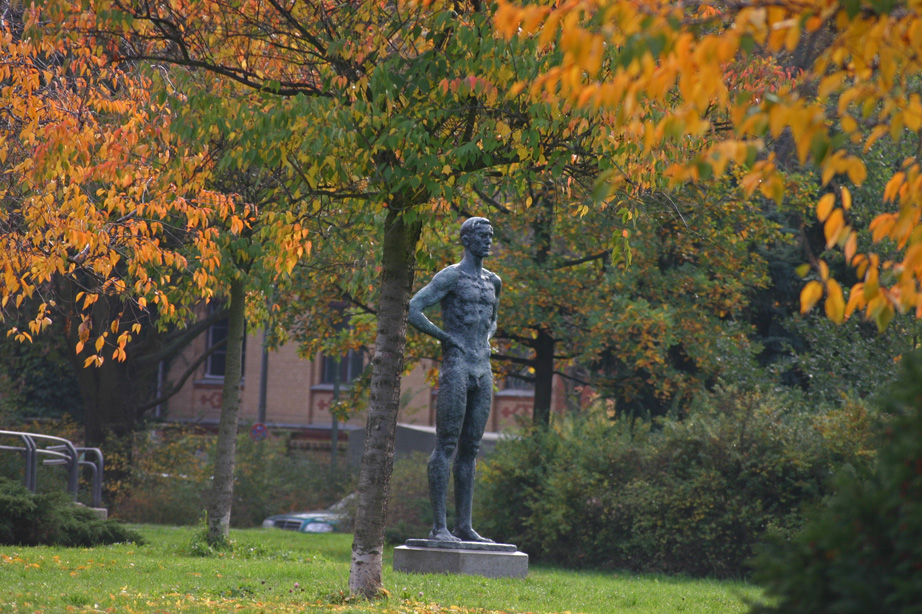
Sportler (1965)
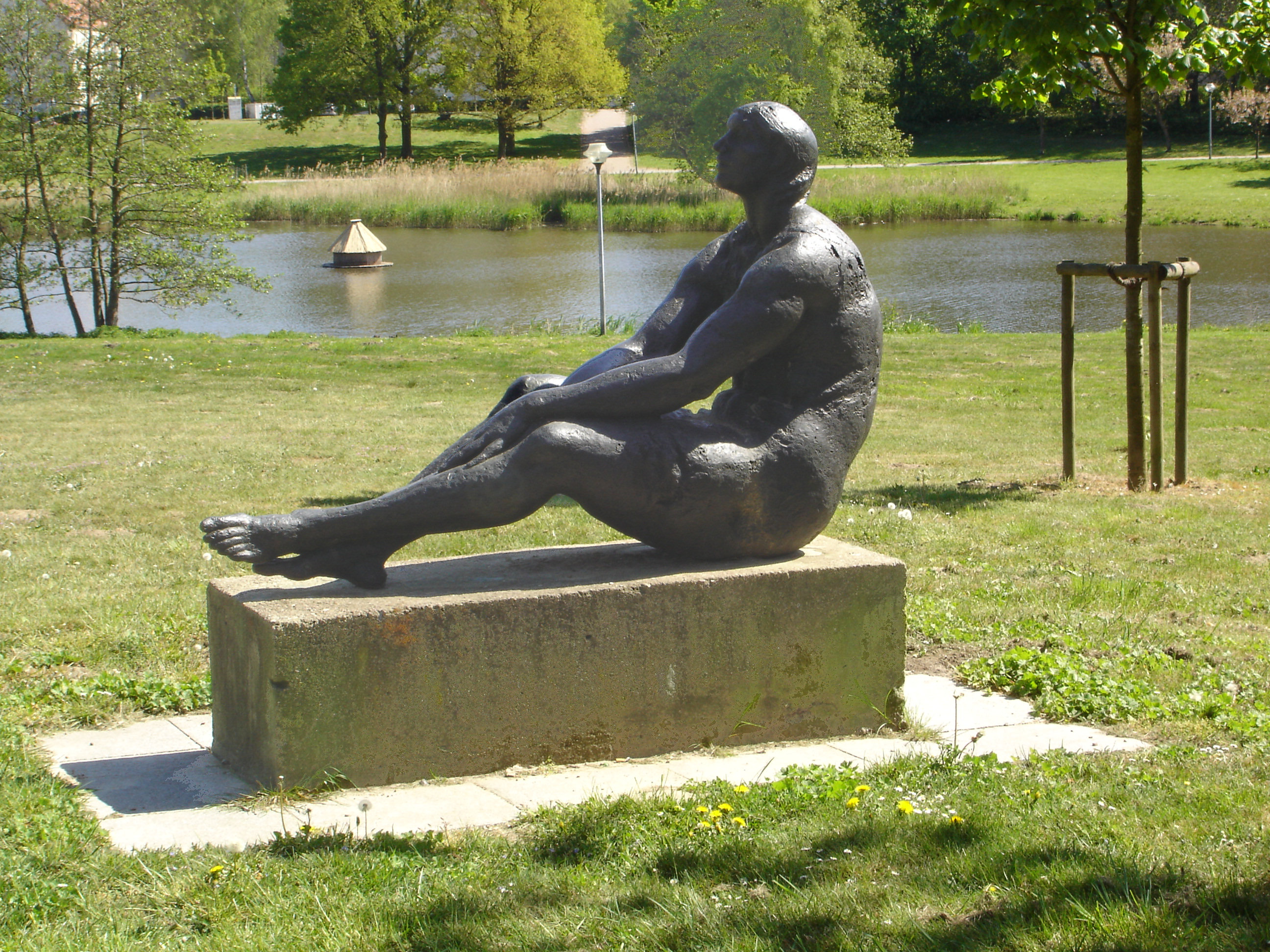
Große Sitzende (1969)
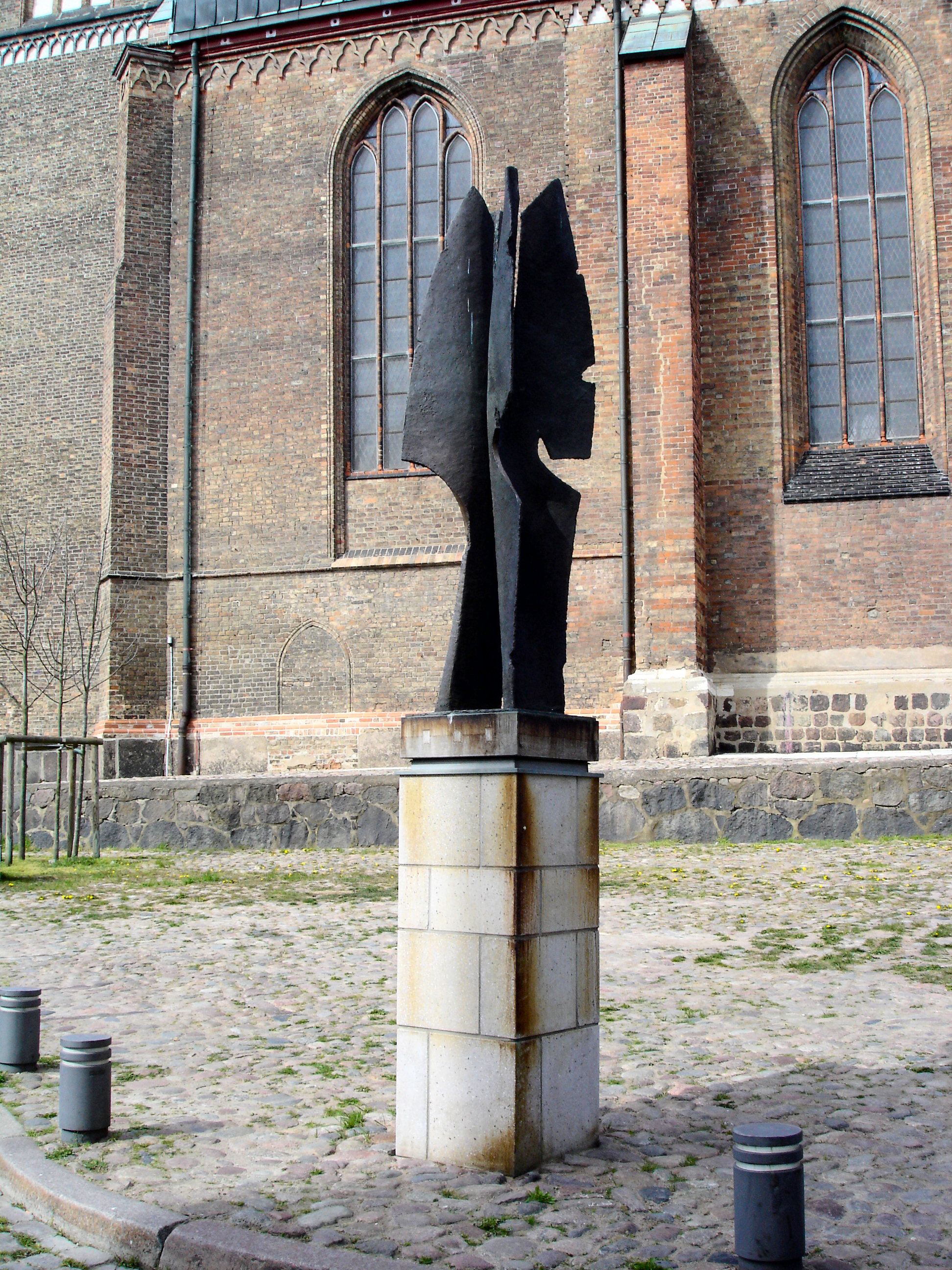
Flügel (2003)
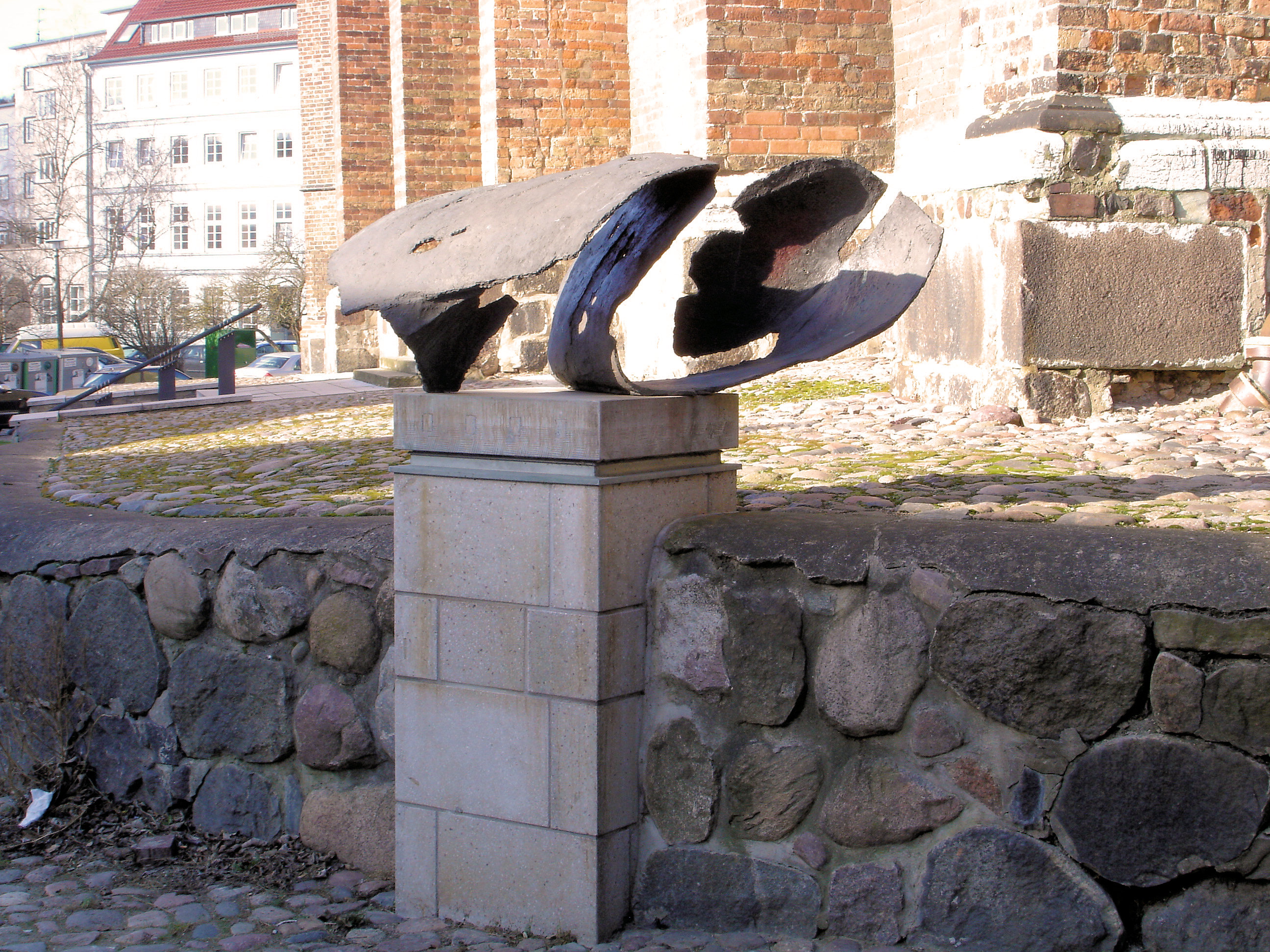
Die Stille (2003)
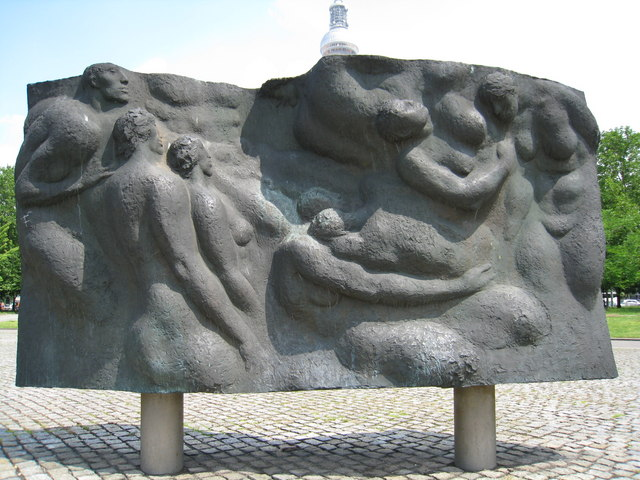
Die Würde und Schönheit freier Menschen (1985/86)